# Rebecca Smith (Fußballspielerin)
Rebecca Katie Smith (* 17. Juni 1981 in Los Angeles, Vereinigte Staaten) ist eine ehemalige neuseeländische Fußballspielerin und heutige -funktionärin. Sie stand zuletzt von 2009 bis 2013 beim Bundesligisten VfL Wolfsburg unter Vertrag.

## Karriere

### Vereine
Smith schloss sich im Sommer 2004 dem 1. FFC Frankfurt an. Bereits nach einem halben Jahr wechselte sie, ohne ein Spiel für die Bundesligamannschaft Frankfurts gemacht zu haben, zum Lokalrivalen FSV Frankfurt. Ihr Debüt in der Bundesliga hatte sie dort am 5. März 2005 im Spiel gegen den FCR 2001 Duisburg. Abermals nach nur einem halben Jahr wechselte Smith weiter zum schwedischen Verein Sunnanå SK, wo sie in gut drei Jahren auf 52 Einsätze kam und vier Treffer erzielen konnte. Nach einem kurzen Aufenthalt bei den Newcastle United Jets Ende 2008 kam sie zum Bundesligisten VfL Wolfsburg und dort erstmals am 8. Februar 2009 zum Einsatz. Nachdem Smith in der Saison 2012/13 auch aufgrund einer Knieverletzung kein einziges Bundesligaspiel bestritten hatte, beendete sie im Sommer 2013 ihre aktive Karriere.

### Nationalmannschaft
Smith war seit dem Jahr 2003 Spielerin der A-Nationalmannschaft Neuseelands, ihr Debüt gab sie am 7. April 2003 in einem Spiel gegen die Auswahl Samoas. Sie war Teil der Auswahlen ihres Landes bei den Fußball-Weltmeisterschaften 2007 und 2011 sowie bei den Olympischen Sommerspielen 2008 und 2012. Am 3. August 2012 lief Smith gegen die USA zum letzten Mal im Nationaltrikot auf.

### Funktionärstätigkeit
Nach dem Ende ihrer Karriere als Aktive nahm sie ein Stellenangebot der FIFA als Managerin für Frauenfußballwettbewerbe an.

## Erfolge
- Champions-League-Siegerin: 2013
- Deutsche Meisterin: 2013
- DFB-Pokal-Siegerin: 2013
- Ozeaniens Fußballerin des Jahres: 2012[2]